# Лапри
Ла́при — посёлок в Тындинском районе Амурской области России. Входит в сельское поселение Моготский сельсовет.
Посёлок Лапри, как и Тындинский район, приравнен к районам Крайнего Севера.

## География
Расположен на правом берегу реки Лапри (правый приток реки Могот, бассейн реки Гилюй, в 85 км к северу от районного центра, города Тында. Через посёлок проходит автодорога «Лена» (участок Тында — Алдан).
В 1,5 км восточнее посёлка проходит Байкало-Амурская магистраль («Малый БАМ», линия Тында — Нерюнгри); с 1997 года восточный участок БАМа относится к Дальневосточной железной дороге.
Расстояние до административного центра Моготского сельсовета пос. Могот — 20 км (на юго-восток).
Севернее посёлка Лапри проходит административная граница между Амурской областью и Якутией, до пос. Нагорный Нерюнгринского района расстояние — 30 км.

## Население
| 2002 | 2010 | 2012 | 2013 | 2014 | 2015 | 2016 |
| ---- | ---- | ---- | ---- | ---- | ---- | ---- |
| 7    | ↘5   | →5   | →5   | →5   | →5   | →5   |
| 2017 | 2018 |      |      |      |      |      |
| →5   | ↗6   |      |      |      |      |      |